# سكولييتي

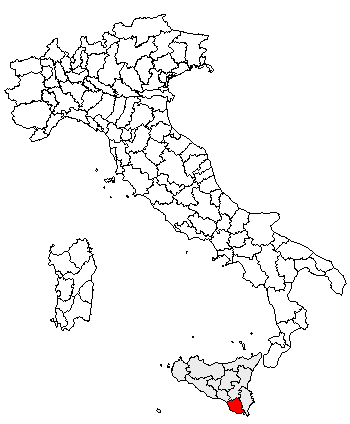
موقع مقاطعة راغوسا

سكولييتي (بالصقلية:Scugghitti) هي قرية صيد صغيرة بالقرب من مدينة فيتوريا في مقاطعة راغوزا على الساحل الجنوبي لجزيرة صقلية.